# Ioan Stravolca
Ioan Stravolca (n. 3 noiembrie 1847, București - d. 17 februarie 1910)  a fost un fizician român, primul licențiat în fizică al Universității din București (1870). 
În anul 1865 de înscrie la cursurile Facultății de Științe, inclusă în anul 1864 în Universitatea înființată prin decret al domnitorului Alexandru Ioan Cuza. A continuat cursurile la Universitatea din Liège, unde ia doctoratul în fizică și matematică.
Întors în țară, începe să predea cele două discipline, ocupând poziții de profesor suplinitor la diverse catedre: Liceul Național din Iași (numit pe 10 aprilie 1876), Școala comercială din București (1877), Gimnaziul Mihail Bravul din București (29 aprilie 1878), preparator la Cabinetul de fizică al Universității din București.
La 16 septembrie 1879 este numit suplinitor la catedra de fizică de la Facultatea de Științe din Iași, vacantată în urma decesului profesorului Ștefan Micle. Prima prelegere o ține în 3 octombrie 1879 și, la concursul ținut la București pe 10 decembrie 1879, ocupă postul de profesor provizoriu la catedra de Fizică Generală a Facultății de Științe din Iași. La 11 februarie 1883, ca urmare a activității deosebite pe care a depus-o în activitatea didactică, ministerul îl confirmă ca profesor definitiv.
De asemenea, începând cu anul 1880 Ioan Stravolca a predat și cursul de fizică medicală la Facultatea de Medicină din Iași, ca  profesor suplinitor. După ce Cursul de fizică de la Facultatea de medicină se transformă în Catedra de fizică medicală (1891), Stravolca este numit profesor definitiv (din 1983) și predă, până la sfârșitul vieții, cursul de Fizică medicală. A fost un susținător dedicat al învățământului universitar ieșean; în 25 februarie 1884, la un an de la momentul în care a fost numit profesor definitiv de fizică, semnează, împreună cu alte cadre didactice ale Universității din Iași, un memoriu prin care susținea finanțarea în continuare a Facultății de medicină din Iași.
Ioan Stravolca se numără printre primii membri ai Societății de științe din Iași, înființată de Petru Poni, Dragomir Hurmuzescu și alți renumiți oameni de știință, la începutul secolului XX.
Din 1900 până în 1908 Stravolca este membru în senatul Universității, iar în 1909 este director al Seminarului pedagogic din Iași.
După o lună de suferință, la 17 februarie 1910, profesorul Ioan Stravolca moare. Apreciat și iubit de toți cei în mijlocul cărora a lucrat, de profesori și studenți, el a avut meritul de a fi contribuit cu toată dedicare, într-o perioadă de început, la educarea a numeroase generații.